# Moldovan Tibor
Moldovan Tibor (Marosvásárhely, 1982. május 3. –) magyar származású román labdarúgó.

## Pályafutása
Moldovan Tibor édesapja, id. Moldován Tibor, ismert birkózó volt Marosvásárhelyen, de korábban focizott is. Az ifjabb Tibor pályafutását az Elektromaros ifjúsági csapatában kezdte, ahol Papp Sándor volt az edzője, majd az ASA klubnál folytatta Kiss Madocsa keze alatt. Tizennyolc évesen 2000-ben a Rapidhoz került, egy évvel később már a dicsőszentmártoni Chimicában szerepelt, ahol a csapat egyik legjobb játékosává vált. A ploiesti Astránál tett rövid kitérő után a gyulafehérvári Apullum szerezte meg, mely csapattal feljutott az A osztályba is. Az Apullumnál töltött két év alatt 29-szer lépett pályára és 2 gólt szerzett.
Az egyik legnagyobb román klub, a Dinamo București 2004-ben leigazolta. Nem tudott beilleszkedni a csapatba, így először a második csapathoz irányították, majd eladták a Farul Constantának, ahol 2 évet töltött.
A Nyíregyháza Spartacus akkor vette meg, amikor feljutott a Soproni Ligába. Ligakupa-mérkőzéseken két gólt lőtt, a DVSC és a Diósgyőr ellen. Itt sem tudott meghatározó emberré válni, de egy pár jól sikerült próbajáték után az Újpest leigazolta.
Kevés játékoslehetőséghez jut, posztján Tisza Tibor, Kovács Zoltán és Dennis Dourandi is előtte van.